# Кононенко, Денис Альбертович
Кононенко Денис Альбертович (укр. Кононенко Денис Альбертович, род. 15 апреля 1976, Киев) — украинский тренер подводного спорта. Мастер спорта по плаванию в ластах, заслуженный тренер Украины (2008). Окончил Украинский государственный университет физического воспитания и спорта (Киев, 1997). В 2000-06 работал тренером-преподавателем по плаванию в ластах спортивного клуба «Киев-2000», в 2006-09 — Киевской ДЮСШ № 21, с 2009 — спортивного клуба «Дарница-303» (Киев). Среди воспитанниц — М. Артюшенко, Я. Трофимец, 2-кратные чемпионки мира среди юниорок Я. Кайдан, А. Шапшал.